# شبران مکزیکی
شبران مکزیکی یا شبگرد مکزیکی (نام علمی: Antrostomus arizonae) نام گونه‌ای از تیره شبگردان است.